# Indisk saxnäbb
Indisk saxnäbb (Rynchops albicollis) är en fågel i familjen måsfåglar inom ordningen vadarfåglar. Den förekommer vid stora floder i södra Asien från Pakistan via Indien till Bangladesh och Burma. Tidigare var den vanlig även i Indokina, men har försvunnit därifrån. Liksom övriga saxnäbbar har den unikt längre undre näbbhalva än övre, en anpassning till dess speciella sätt att födosöka efter fisk. Arten minskar kraftigt i antal, så pass att den kategoriseras som starkt utrotningshotad av IUCN.

## Utseende och läten

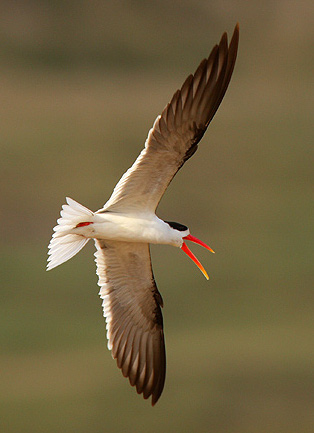

Saxnäbbarna påminner om tärnor till utseendet, men undre näbbhalvan är längre än den övre. Vid födosök flyger den strax ovanför vattenytan med undre näbbhalvan nedstucken i vattnet för att få tag i fisk som befinner sig nära ytan.
Saxnäbbarna är unika bland fåglarna för sina pupiller som drar ihop sig till en smal vertikal skåra vid starkt ljus, likt kattens pupiller.
Indisk saxnäbb är svart ovan, med vitt panna och krage, undersidan är vit. Näbben är mörkt orangefärgad med gul spets. I flykten syns vit bakkant på vingen och den korta kluvna stjärten med svartaktiga centrala fjädrar. Fåglar utanför häckningstid är brunare ovan och allmänt blekare färgad. Lätet är korta kapp eller kipp, framför allt i flykten eller när den störs.

## Utbredning
Indisk saxnäbb är begränsad till floder och sjöar i Pakistan, Indien norr om 16:e breddgraden, Bangladesh (huvudsakligen i Padma-Meghnadeltat) samt i Myanmar. I Nepal är den sällsynt besökare. På 1800-talet var den vanlig även i Laos, Kambodja och Vietnam, men därifrån finns inga sentida rapporter. Den har tillfälligt påträffats även i Iran och Oman samt i Thailand.

## Ekologi
Indisk saxnäbb är i huvudsak begränsad till stora floder, framför lugna delar med sandrevlar. Den ses också sällsynt vid flodmynningar, kuster och sötvattensdammar. Fågeln lever av fisk, räkor och insektslarver som den fångar i väldigt grunt vatten, endast tre till fyra decimeter djupt. Den är mest aktiv nattetid och i skymning, men även dagtid, troligen påverkat av väder och tillgång och föda.
Den häckar normalt mellan mitten av februari i och juni, men exakt tidpunkt varierar lokalt efter vattennivå. Fågeln är en monogam kolonihäckare på sandbankar eller öar i större floder, ofta tillsammans med småtärna (Sternula albifrons), indisk flodtärna (Sterna aurantia) och mindre vadarsvala (Glareola lactea). Boet är en ofodrad uppskrapad grop i sand, åtminstone tio centimeter från närmaste granne men vanligen fyra till fem meter. I nordvästra Indien lägger honan fyra ägg, endast två eller tre längre österut. Äggen ruvas i 21-24 dagar av båda könen men huvudsakligen av honan. Kråkor, glador, sjakaler och bandhavsörn (Haliaeetus leucoryphus) är alla hot mot äggen, medan getter och kor kan riskera krossa dem.

## Status och hot
Indisk saxnäbb minskar relativt kraftigt i antal och dess population uppskattas till endast 2 450–2 900 vuxna individer. IUCN kategoriserar den därför som starkt hotad. Arten har mycket låg häckningsframgång på grund av störningar och predation från hundar och äggsamlare. Även dammbyggen och dränering påverkar arten negativt.

## Namn
Indiska saxnäbbens vetenskapliga artnamn albicollis betyder "vithalsad".